# Bolfan
Bolfan – wieś w Chorwacji, w żupanii varażdińskiej, w mieście Ludbreg. W 2011 roku liczyła 413 mieszkańców.